# Spezzano Albanese
Spezzano Albanese es un municipio situado en el territorio de la provincia de Cosenza, en Calabria (Italia).

## Demografía
| Gráfica de evolución demográfica de Spezzano Albanese entre 1861 y 2001 |
|                                                                         |
| fuente ISTAT - elaboración gráfica a cargo de Wikipedia                 |

## Patrimonio
La torre Mordillo es un edificio enclavado sobre una colina. Su construcción se enmarca dentro de las disputas por el territorio que rodea a la ciudad de Síbari, junto al mar Tirreno. Las excavaciones arqueológicas han evidenciado la existencia de varios ciclos de poblamientos en ese lugar desde el siglo XVII a. C. (Edad del Bronce).